# Gargždupis
Gargždupis je řeka v Litvě. Teče v okrese Klaipėda (Klaipėdský kraj). Je to pravý přítok řeky Minija. Pramení 2 km na jih od obce Šatriai (6 km sever od města Gargždai)v okrese Klaipėda. Teče směrem jižním, u okraje Gargždů se stáčí směrem východním, po soutoku s říčkou Galupalis se stáčí opět na jih a u dálničního mostu dálnice Kaunas - Klaipėda se vlévá do řeky Minija jako její pravý přítok 58,4 km od jejího ústí do Atmaty.

## Přítoky
Levý:
- Galupalis (vlévá se 1,5 km od jeho ústí)